# خوان كاناليس
خوان كاناليس (بالإسبانية: Juan Garrido Canales)‏ هو لاعب كرة قدم إسباني في مركز حراسة المرمى، ولد في 22 نوفمبر 1966 في أوسا دي مونتييل في إسبانيا. لعب مع ديبورتيفو لاكورونيا وريال مدريد.